# Roh (rejon oktiabrski)
Roh (biał. Рог; ros. Рог, Rog; pol. hist. Roh) – wieś na Białorusi, w obwodzie homelskim, w rejonie oktiabrskim, w sielsowiecie Wałosawiczy.